# سرشماری ۲۰۱۱ هند
سرشماری ۲۰۱۱ هند پانزدهمین سرشماری هند بود که در دو مرحلهٔ شمارش خانه‌ها و سرشماری افراد انجام شد.
سرشماری افراد به همراه ۹ سؤال زیر انجام شده است:
| نام و وضعیت سکونت نام فرد همانگونه که در ثبت جمعیت نمایش داده می شو. نسبت با رئیس خانوار جنسیت تاریخ تولد وضعیت تأهل سطح تحصیلات شغل نام پدر، مادر و همسر |